# Andreas Altmann (Autor)

Andreas Altmann 2018

Andreas Altmann (* 3. Oktober 1949 in Altötting) ist ein deutscher Reporter und Autor.

## Leben
Altmann wuchs im bayerischen Wallfahrtsort Altötting als Sohn eines Rosenkranz-Händlers auf, der in der NS-Zeit Mitglied der SA und der SS war. Seine Kindheit und Jugend verarbeitete er in dem 2011 erschienenen Buch Das Scheißleben meines Vaters, das Scheißleben meiner Mutter und meine eigene Scheißjugend, das das Deutschen Theater in Berlin als Theaterstück aufführte.
Nach bestandenem Abitur trampte er durch Europa und arbeitete eigenen Angaben nach u. a. als Spüler, Privatchauffeur, Anlageberater, Straßenbauarbeiter, Buchklubvertreter, Nachtportier, Dressman, Postsortierer, Parkwächter und Fabrikarbeiter. Nach einem längeren Aufenthalt in einem indischen Ashram und einem achtmonatigen Aufenthalt in einem japanischen Zen-Kloster in Kyoto kehrte er nach Deutschland zurück.

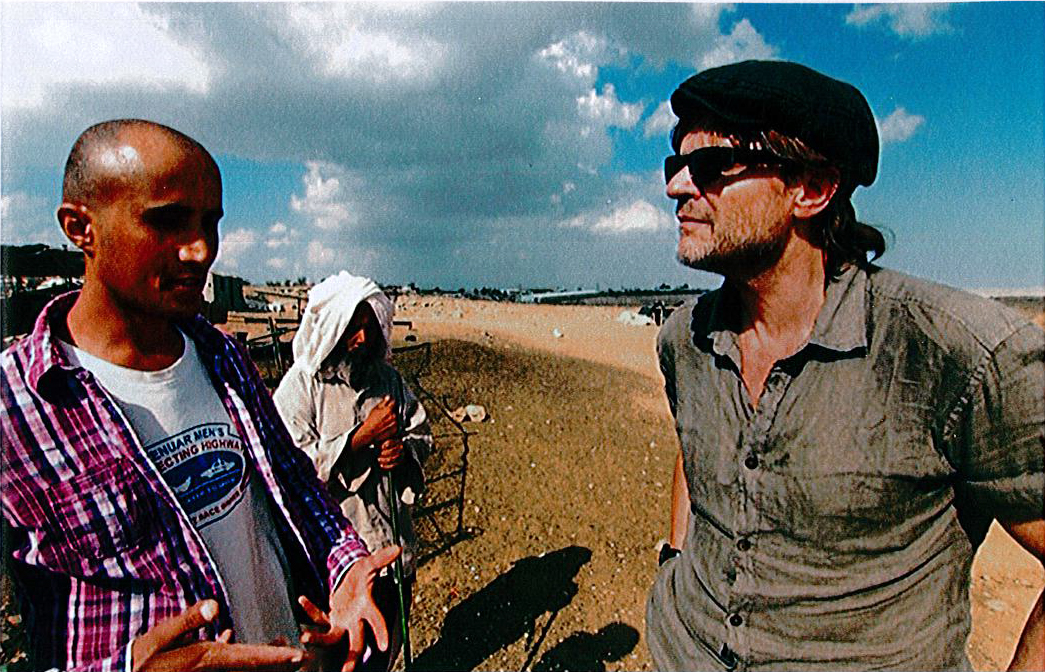
Andreas Altmann (re.) 2013, im Nahen Osten

Altmann begann zunächst ein Studium der Rechtswissenschaft und wechselte kurze Zeit später zur Psychologie, brach allerdings beide Studiengänge ohne Abschluss ab. Im Anschluss studierte er von 1971 bis 1974 Schauspiel am Mozarteum in Salzburg. Anschließend arbeitete er am Bayerischen Staatsschauspiel in München und danach bis 1979 am Schauspielhaus in Wien. Nach einem Studium an der New York University zog er schließlich nach Mexiko-Stadt.
Ende der 1980er-Jahre begann er mit dem Schreiben. Zunächst schrieb er Reisereportagen für Publikationen wie Geo, Stern, die Frankfurter Allgemeine Zeitung, Die Zeit, die Süddeutsche Zeitung, Playboy, Focus, Hustler und weitere internationale Zeitschriften. Seit 1996 schreibt Altmann vorwiegend Bücher, inzwischen neunzehn Titel, davon sechs Bestseller. Altmanns Bücher wurden in mehrere Sprachen übersetzt.
Altmann lebt seit 1992 in Paris.
Altmann ist Mitglied im Beirat der Giordano-Bruno-Stiftung.
2020 war er einer der Erstunterzeichner des Appells für freie Debattenräume.

## Werke
- Der lange Weg zum Herzen, Mada, 1982.
- Weit weg vom Rest der Welt – In 90 Tagen von Tanger nach Johannesburg. Rowohlt, 1996.
- Im Land der Freien – Mit dem Greyhound durch Amerika, Rowohlt, 1999.
- Im Herz das Feuer – Unterwegs von Kairo in den Süden Afrikas. Picus, 2001.
- Einmal rundherum – Geschichte einer Weltreise. Rowohlt, 2002.
- Unterwegs in Afrika, Text von Andreas Altmann, Fotos von Michael Martin. Frederking & Thaler, 2002.
- Notbremse nicht zu früh ziehen! – Mit dem Zug durch Indien. Rowohlt, 2003.
- Getrieben – Stories aus der weiten wilden Welt. Solibro, 2005.
- 34 Tage, 33 Nächte – Von Paris nach Berlin zu Fuß und ohne Geld. Frederking & Thaler, 2005.
- Der Preis der Leichtigkeit – Eine Reise durch Thailand, Kambodscha und Vietnam. Frederking & Thaler, 2006.
- Reise durch einen einsamen Kontinent – Unterwegs in Kolumbien, Ecuador, Peru, Bolivien und Chile. Dumont, 2007.
- Im Land der Regenbogenschlange – Unterwegs in Australien. Dumont, 2008.
- Sucht nach Leben – Geschichten von unterwegs. Dumont, 2009.
- Triffst du Buddha, töte ihn! – Ein Selbstversuch. Dumont, 2010.
- Das Scheißleben meines Vaters, das Scheißleben meiner Mutter und meine eigene Scheißjugend. Piper, 2011. ISBN 978-3-492-05398-3.
- Gebrauchsanweisung für die Welt. Piper, München/Berlin/Zürich 2012 (8. Auflage 2016). ISBN 978-3-492-27608-5.
- Dies beschissen schöne Leben. Geschichten eines Davongekommenen. Piper, 2013.
- Indien (Texte von Andreas Altmann und Pier Paolo Pasolini, Fotos von Isabela Pacini). Corso, 2014.
- Verdammtes Land – Eine Reise durch Palästina. Piper, 2014.
- Frauen.Geschichten. Piper, München/Berlin/Zürich 2015. ISBN 978-3-492-05588-8.
- Gebrauchsanweisung für das Leben. Piper, 2017. ISBN 978-3-95998-016-6.
- In Mexiko: Reise durch ein hitziges Land. Piper, 2018. ISBN 978-3-49205-766-0.
- Leben in allen Himmelsrichtungen: Reportagen. Piper, 2019. ISBN 978-3-49205-846-9.
- Gebrauchsanweisung für Heimat. Piper, 2021. ISBN 978-3-492-27743-3.
- Bloßes Leben. Piper, 2022. ISBN 978-3-492-06246-6.
- Morning has broken – Leben Reisen Schreiben. Piper, 2023. ISBN 978-3-492-07150-5.
- Sehnsucht Leben. Reportagen. Piper, 2025. ISBN 978-3-492-06385-2.

## Preise
- 1991: Egon-Erwin-Kisch-Preis
- 2003: Auszeichnung durch die Deutsche AIDS-Stiftung für die Reportage Prabat Nampu
- 2005: Weltentdecker-Preis
- 2005: Johann-Gottfried-Seume-Literaturpreis für 34 Tage, 33 Nächte: von Paris nach Berlin zu Fuß und ohne Geld
- 2008: Globetrotter-Reisebuchpreis für sein Buch Reise durch einen einsamen Kontinent
- 2025: Christopher-Bulle-Stipendium[6]